# Квантовая биофизика
Квантовая биофизика — раздел науки, изучающий электронное строение биологических молекул, электронные переходы в них, процессы превращения энергии возбужденных состояний молекул в другие виды энергии. Предметом исследования квантовой биофизики являются: строение электронных энергетических уровней молекул; донорно-акцепторные свойства биологических молекул; поглощение света веществом и люминесценция с точки зрения электронных переходов; механизм свободнорадикальных процессов и свойства свободных радикалов; химические реакции электронно-возбужденных молекул; химические свойства фотопродуктов; механизм хемилюминесценции.